# Buschfeuer in Canberra 2003

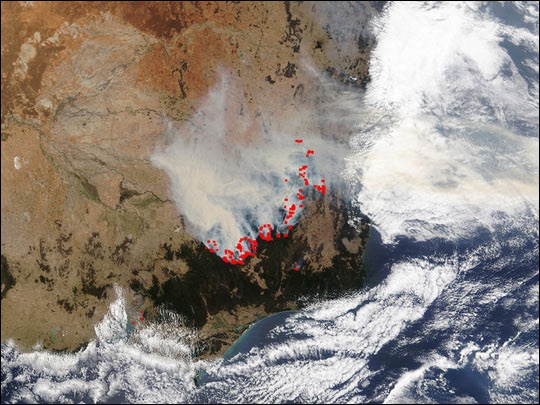
22. Januar 2003, Rauch westlich von Canberra

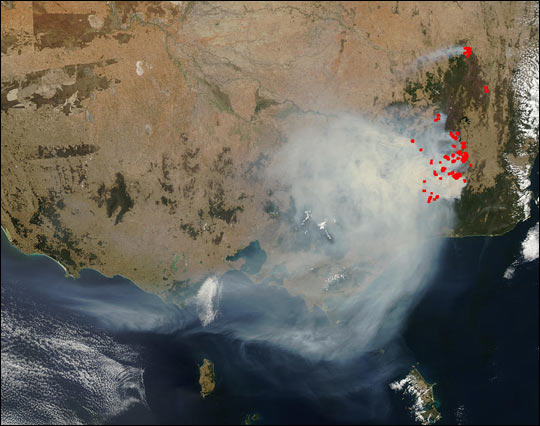
2. Februar 2003, die Feuer sind noch nicht erloschen

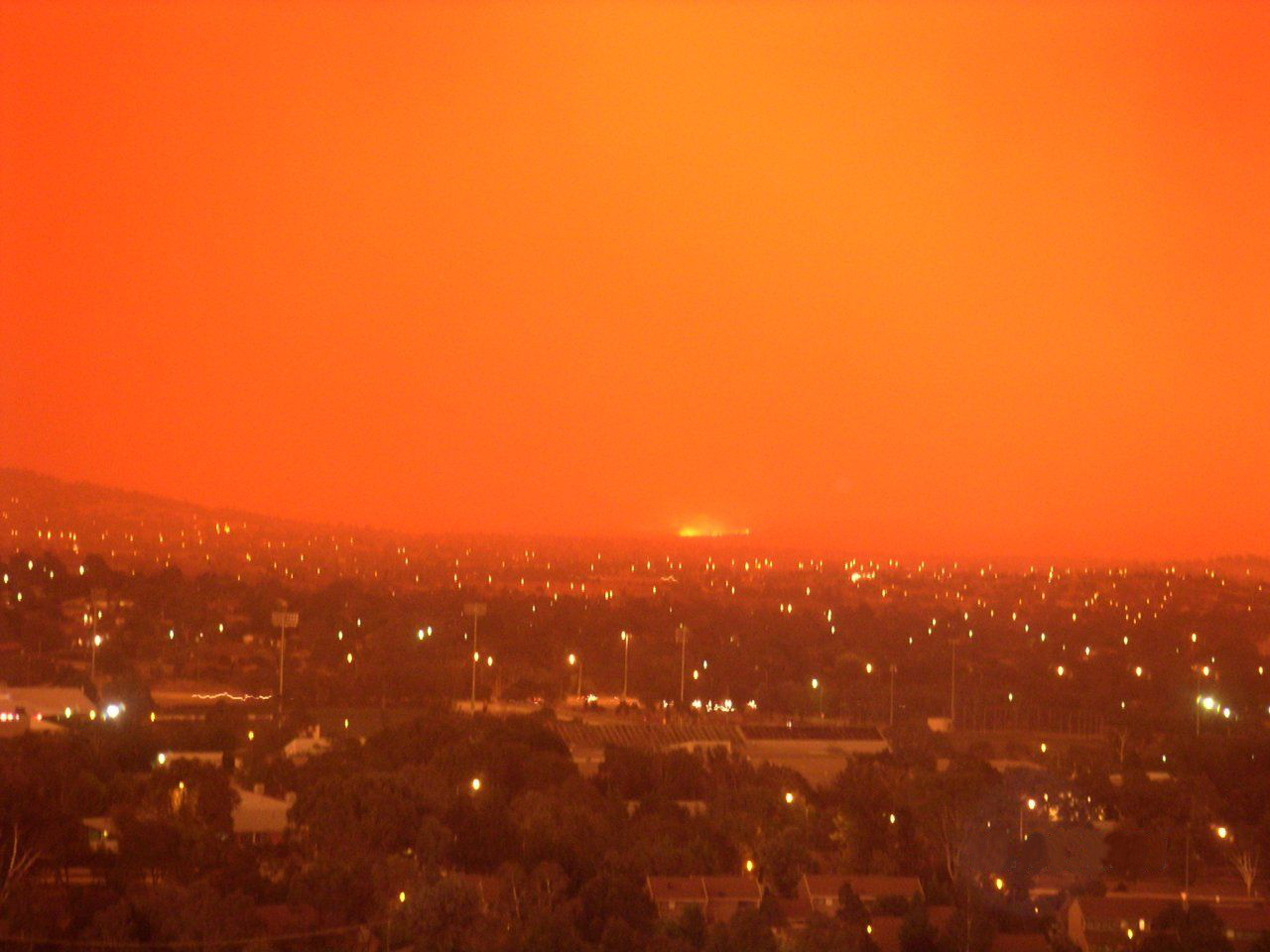
Buschfeuer im Januar 2003

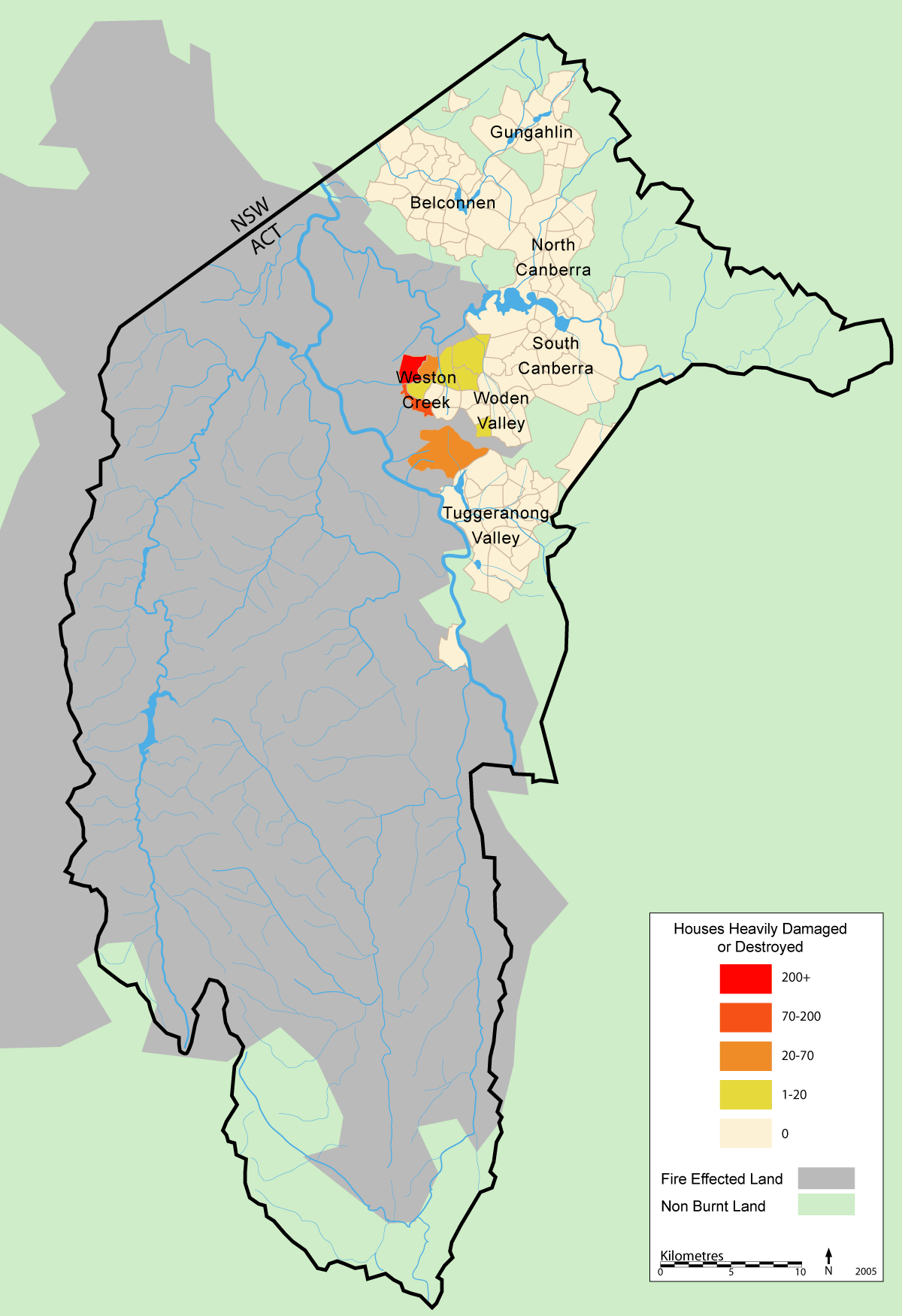
Rot-orange-gelb eingezeichnet Gebiete mit zerstörten Wohnhäusern, grau Gebiete mit verbrannter Vegetation

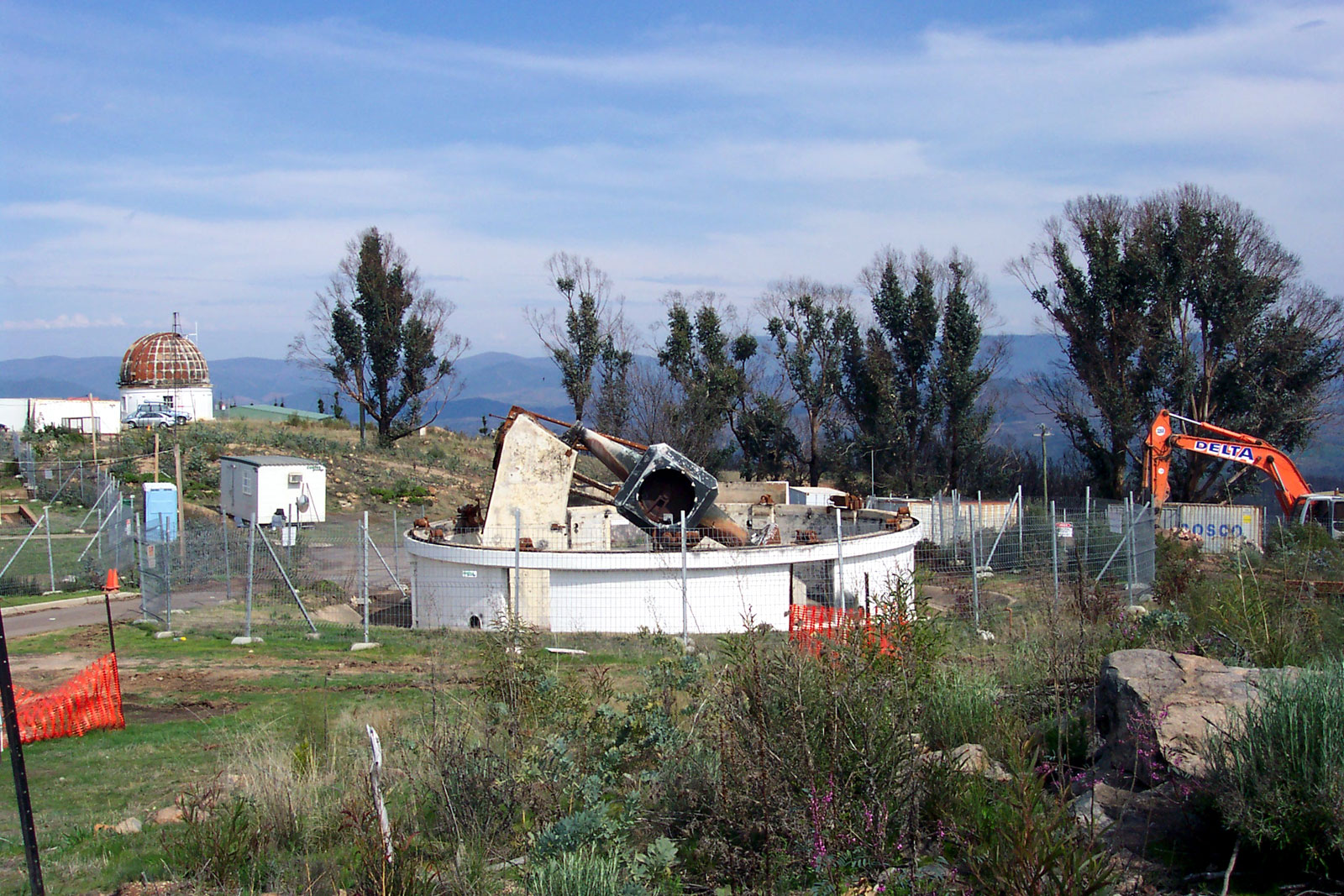
Die ausgebrannten Ruinen des Mount-Stromlo-Observatoriums

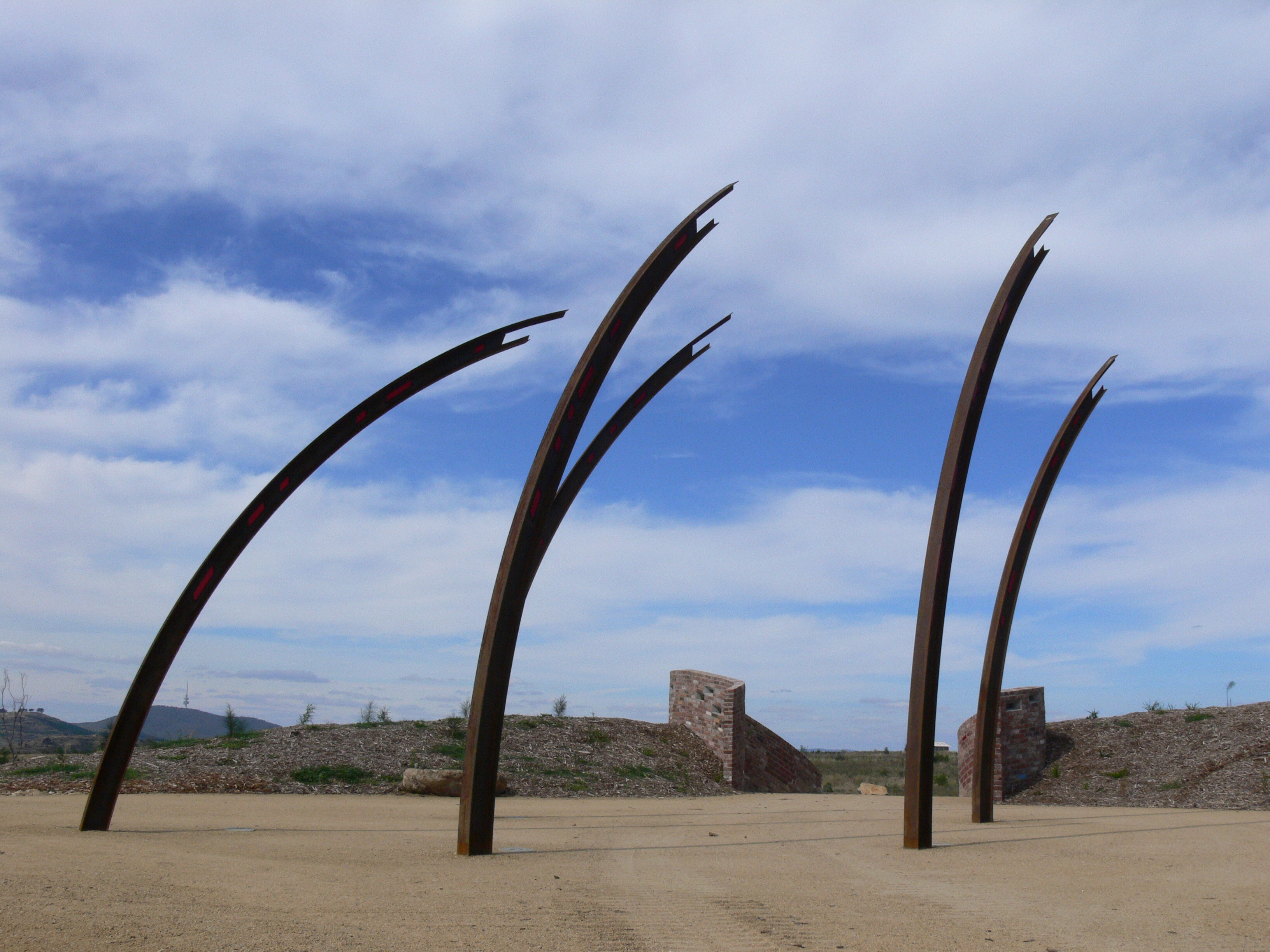
Buschbrand-Denkmal in Duffy

Die Buschfeuer in Canberra im Januar 2003 gehören zu den größten bekannten Naturkatastrophen in Australien. Sie verursachten schwere Schäden in den Außenbezirken der Hauptstadt Canberra, darüber hinaus verbrannte fast die gesamte Vegetation auf 70 % der Fläche des Australian Capital Territory (ACT). Die Buschfeuer hatten während einer Woche in der abgelegenen Wildnis westlich der Stadt gewütet, durchbrachen dann am 18. Januar 2003 die Eindämmungslinien und umschlossen einige Stadtteile. Insgesamt wurden 500 Wohnhäuser zerstört und vier Menschen kamen in den Flammen ums Leben, bevor ein Wetterumschwung den Großbrand unter Kontrolle brachte. Der Sachschaden betrug rund 300 Millionen australische Dollar.

## Verlauf
Die Brände waren am 8. Januar 2003 im Kosciuszko-Nationalpark unmittelbar westlich des ACT ausgebrochen, als durch Blitzschläge über 150 einzelne Brandherde entstanden, begünstigt durch eine seit Wochen anhaltende hochsommerliche Trockenperiode. Während der ersten Tage beschränkte sich das Buschfeuer auf ein relativ kleines Gebiet. Am 13. Januar stürzte ein Helikopter, der zur Brandbekämpfung eingesetzt worden war, auf den Bendora-Damm. Zur Bergungsmannschaft gehörte auch Chief Minister Jon Stanhope, der sich vor Ort über die Entwicklung der Buschfeuer informiert hatte.
Am 18. Januar gerieten die Feuer im Namadgi-Nationalpark, im Tidbinbilla-Naturreservat und im Brindabella Range westlich der Stadt aufgrund heftiger Winde und hoher Temperaturen völlig außer Kontrolle und durchbrachen die Eindämmungslinien. Den ganzen Tag lang drangen die Buschfeuer immer näher zur Stadt vor. Um 14:45 Uhr rief Chief Minister Jon Stanhope den Notstand aus und um 15:00 Uhr hatten die Feuer den Stadtrand erreicht. Die Bewohner der gefährdeten Stadtteile wurden von der Polizei aufgefordert, ihre Häuser zu verlassen.
Um 16:00 Uhr standen im Stadtteil Duffy die ersten Häuser in Brand, bald danach auch in Holder. Der heftige Wind riss Stromleitungen herunter, so dass in weiten Teilen der Stadt der Strom ausfiel. Funken schlagende Stromleitungen waren in Giralang für weitere Brände verantwortlich. In vier Schulen wurden Evakuierungszentren eingerichtet. Über der Stadt hingen schwarze Rauchwolken und das Parliament House wurde geschlossen, obwohl es nicht direkt gefährdet war.
Eine Stunde später wurden aus den Stadtteilen Duffy, Giralang, Holder und Rivett zerstörte Häuser gemeldet, ebenso aus den ländlichen Siedlungen Uriarra und Kambah. Der Monaro Highway wurde gesperrt. Um 17:00 brannten in den Stadtteilen Torrens und Weston weitere Häuser, darunter eine Feuerwehrstation. Das Canberra Hospital musste auf Notstromaggregate umstellen und zahlreiche Notfallpatienten mit Rauchvergiftungen behandeln. Die Brände weiteten sich auf die Stadtteile Curtin und Lyons aus und zahlreichen Einwohnern wurde die Evakuierung nach Queanbeyan nahegelegt. Als das Notfallkommandozentrum in Curtin selbst in Gefahr geriet, wurde die Armee um Hilfe gebeten.
Um 22:00 Uhr war eines der Evakuierungszentren bereits voll belegt und auch die drei anderen hatten ihre Kapazität beinahe erreicht. Aus den betroffenen Stadtteilen wurden Plünderungen gemeldet. Sowohl Premierminister John Howard als auch Generalgouverneur Peter Hollingworth änderten ihre Pläne und kehrten nach Canberra zurück, um sich mit den Einwohnern solidarisch zu zeigen. Die Buschfeuer hatten zwar ihren Höhepunkt überschritten, doch die Situation war bei weitem noch nicht stabil und auch am 19. Januar, am Sonntagmorgen, brannten noch immer Häuser in zahlreichen Stadtteilen.

## Nachwirkungen
Am Abend des 19. Januars stellte sich heraus, dass vier Einwohner von Duffy in den Flammen ums Leben gekommen waren. Hunderte hatten ihr gesamtes Hab und Gut verloren. In den Medien wurden die mangelnde Vorbereitung und die zeitweilige völlige Verwirrung bei den Verantwortlichen kritisiert. In den Wochen danach wurde der Verlauf des Ereignisses detailliert untersucht, um nach den Ursachen zu forschen und um ähnliche Naturkatastrophen in Zukunft besser bewältigen zu können. Die gesammelten Daten zeigten auf, dass 91 % jener Gebäude, die vom Feuer erfasst worden waren, vollständig zerstört wurden. Dies deutet darauf hin, dass das Feuer sich mit hoher Geschwindigkeit ausgebreitet hatte. Zu den Brandschäden kamen aufgrund des heftigen Windes auch zahlreiche entwurzelte Bäume hinzu.
Ein besonders schwerwiegender Verlust war die fast vollständige Zerstörung des renommierten Mount-Stromlo-Observatoriums der Australian National University. Fünf historisch bedeutende Teleskope wurden zerstört; die Werkstätten, die Bibliothek und das Hauptverwaltungsgebäude wurden ein Raub der Flammen. Die von der Universität geforderten Versicherungsleistungen in der Höhe von 75 Millionen australischen Dollar sind womöglich die höchste Einzelforderung in der Geschichte Australiens.
Am 18. Januar 2006, dem dritten Jahrestag der Feuerkatastrophe, wurde in der Nähe von Duffy auf dem Gelände des zerstörten Stromlo-Birkenwaldes ein Denkmal eingeweiht. Es war von der Regierung des ACT in Auftrag gegeben worden, um der Zerstörungen zu gedenken und den vielen Organisationen und Einzelpersonen zu danken, die bei der Feuerbekämpfung und bei Rettungseinsätzen eine wichtige Rolle spielten. Das von den aus Canberra stammenden Künstlern Tess Horowitz, Tony Steel und Martyn Jolly gestaltete Denkmal symbolisiert die Reise von Tag des Feuers über den Prozess des Wiederaufbaus hin zur Ehrung der Erinnerungen. Das Gelände um das Denkmal wird nicht wieder aufgeforstet, sondern wird zu einem Naherholungsgebiet umgestaltet.